# الطبيب الاصفهاني
الطبيب الاصفهاني (ت. 1168 هـ) هو طبيب ومن شعراء اصفهان في القرن الثاني عشر الهجري.
هو السيد عبد الباقي بن محمد رحيم بن سليمان الموسوي الاصفهاني، المشهور بالطبيب. أصله من شيراز ، غير أن جده سليمان أنتقل إلى اصفهان وسكنها، فنسب اليها. عاصر السلطان نادر شاه الأفشار ، وحظي لديه وصار طبيبه الخاص. توفي سنة 1168 هـ، وقيل سنة 1172 هـ.